# ألفونسو بينتو
ألفونسو بينتو (بالإيطالية: Alfonso Pinto)‏ (مواليد 4 أكتوبر 1978) هو ملاكم إيطالي، مثّل بلاده في الألعاب الأولمبية الصيفية 2004.

## روابط خارجية
ألفونسو بينتو على موقع أوليمبيديا (الإنجليزية)